# Źdźbło

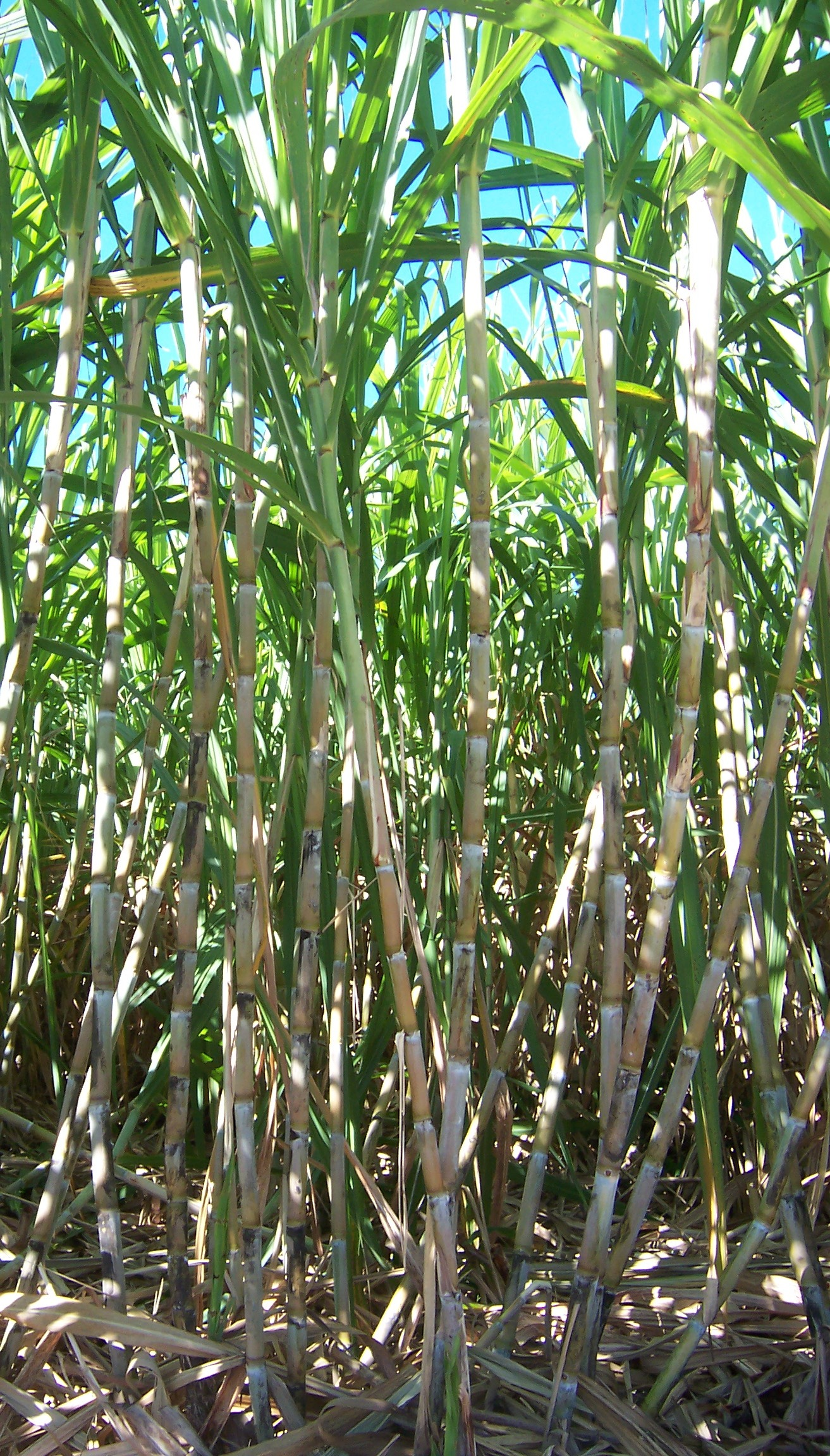
Źdźbła trzciny cukrowej

Źdźbło (łac. culmus) – łodyga specyficzna dla rodziny wiechlinowatych (traw), a według niektórych źródeł także innych wiechlinowców. Charakterystyczna dla niej jest obecność zgrubiałych węzłów z merystemem interkalarnym, pomiędzy którymi znajdują się międzywęźla. Znajdująca się wewnątrz międzywęźli tkanka miękiszowa u większości traw szybko zanika. Źdźbła są zwykle zielne, rzadziej drewnieją, np. w podrodzinie bambusowych. Źdźbła cechują się dużą wytrzymałością, pomimo delikatnej i lekkiej budowy.

## Budowa

### Morfologia
Źdźbło u traw jest okrągłe lub nieco spłaszczone, podczas gdy wielu przedstawicieli turzycowatych ma łodygę kanciastą. W dolnej części, w najniższych węzłach może się rozgałęziać i tu też wyrastają korzenie przybyszowe. W części środkowej i górnej źdźbło zwykle się nie rozgałęzia z wyjątkiem kwiatostanu (do rozgałęziających się wyjątków należy np. trzcinnik lancetowaty Calamagrostis canescens i bambusowe). Liście na źdźble wyrastają naprzeciwlegle w dwóch prostnicach. Liście obejmują węzły źdźbła swoimi pochwowatymi nasadami tworząc tzw. kolanko i chroniąc w ten sposób delikatną tkankę twórczą. Pochwa liściowa otacza źdźbło wzdłuż całego międzywęźla i przechodzi w odstającą blaszkę na wysokości kolejnego węzła. 

### Anatomia
Źdźbło składa się z zazwyczaj pustych międzywęźli oraz węzłów. W dolnych częściach międzywęźli znajduje się tkanka twórcza, dzięki której źdźbło może bardzo szybko rosnąć. Jest to tzw. merystem interkalarny. Jest to słaby punkt źdźbła – w okresie kłoszenia łatwo można rozerwać łodygę u nasady międzywęźli i wyciągnąć z pochwy liściowej. 
Wiązki przewodzące umieszczone są zwykle w źdźbłach w dwóch pierścieniach. Są to wiązki kolateralne zamknięte, w związku z czym łodygi nie mają możliwości przyrostu na grubość. Wiązki otoczone są dużą ilością tkanki mechanicznej – sklerenchymy, tworzącej wokół zewnętrznej części łodygi walec, nadający pędom traw dużą elastyczność i wytrzymałość. W plemieniu palczatkowych i kukurydzowych łodygi są pełne a wiązki przewodzące rozmieszczone są bezładnie.
Epiderma (skórka) łodygi jest podobna do skórki liści. Niezróżnicowany miękisz asymilacyjny w młodych częściach źdźbła tworzy zwykle pasma biegnące wzdłuż łodygi.

## Zastosowanie
Źdźbła traw mają wielorakie zastosowania. Ze względu na rozpowszechnienie upraw roślin zbożowych, ogromne ilości słomy, czyli uschniętych źdźbeł zbóż, stanowią istotne źródło biomasy. Wykorzystywana jest ona jako pasza, biopaliwo, ściółka w ogrodnictwie i podłoże do produkcji grzybów, także do wyrobu artykułów dekoracyjnych. Wyschnięte źdźbła trzciny wykorzystywane są do produkcji mat budowlanych i krycia dachów. Miękisz trzciny cukrowej zawiera znaczne ilości cukru i źdźbła tego gatunku stanowią surowiec do produkcji cukru trzcinowego. Wszechstronne zastosowania mają drewniejące źdźbła bambusowych; młode są jadalne, starsze stanowią surowiec do wyrobu papieru i wyrobów drzewnych (mebli, mat, elementów konstrukcyjnych budynków, artykułów dekoracyjnych i przedmiotów codziennego użytku).